# Вануатско-советские отношения
Республика Вануату и Союз Советских Социалистических Республик (СССР) установили официальные дипломатические отношения 30 июня 1986 — за день до того, как Вануату установила дипломатические отношения с США.

## Обзор
Вануату, которая получила независимость от Франции и Великобритании в 1980 году, во главе с премьер-министром Вануату и священником Уолтером Лини, основателем доктрины меланезийского социализма с 1984 года стала улучшать свои отношения с СССР. Во внешней политике Лини вел политику неприсоединения. Его правительство стало единственным государством в Океании, которое отказывалось согласовывать с США и западным блоком этапы холодной войны и введения санкций против СССР. Правительство Вануату во главе с Уолтером Лини стремилось поддерживать дружественные, хотя и не особенно тесные отношения с Советским Союзом. Советское правительство даже предлагало Вануату войти в блок «социалистических стран», однако Вануату от этого предложения отказалось. Лини не был марксистом, а в Вануату никогда не было коммунистической партии.
В 1987 году Вануату заключило соглашение с СССР о том, что советские суда могут вести рыбный промысел в исключительной экономической зоне Вануату, в обмен на экономическую помощь. Соглашение истекло в следующем году, и не было возобновлено из-за разногласий по поводу цен на оплату права на рыбный промысел.
С 1991 года со времени распада СССР между Россией и Вануату фактически нет каких-либо международных отношений.